# 戈里齐亚
戈里齐亚（斯洛文尼亚语: Gorica，戈里察； 德语：Görz，戈尔茨）位于意大利东北部阿尔卑斯山脚下，邻近斯洛文尼亚边境，是戈里齐亚省的首府。
该市的名字来自斯洛文尼亚语单词gorica“小山”，这是斯洛文尼亚人居住地区的一个常见地名。

## 历史

### 中世纪

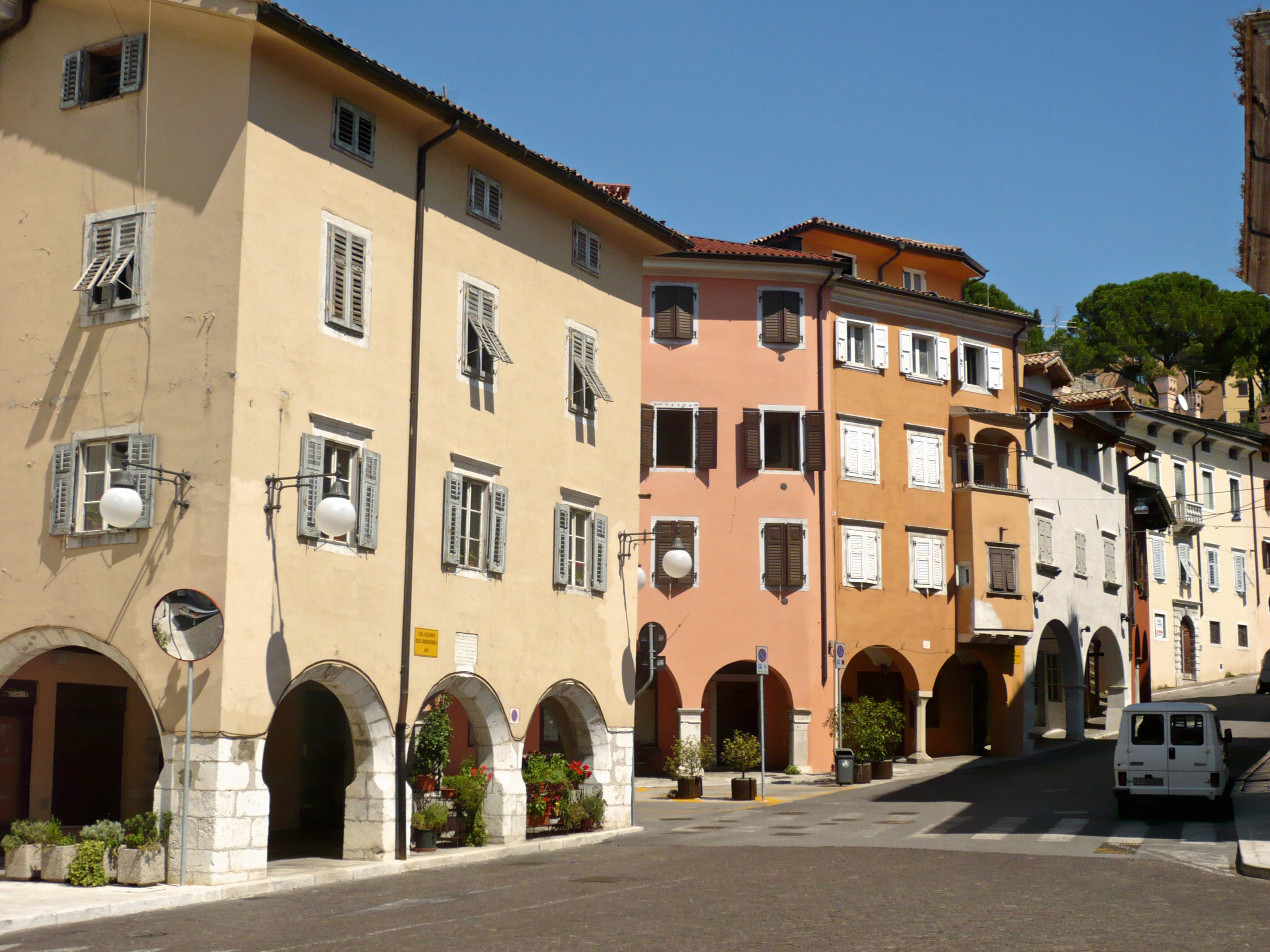
戈里齐亚的中世纪中心

戈里齐亚最初是一座了望塔或一座控制着索查河浅滩的史前城堡，最初是一个小村庄，距离连接阿奎莱亚和埃莫纳（现代卢布尔雅那）的罗马格米纳大道不远。戈里齐亚这个名字首次记录在1001年4月28日的一份文件中，神圣罗马帝国皇帝奥托三世将城堡和戈里齐亚村捐赠给阿奎莱亚牧首约翰二世和弗留利的埃彭施泰因伯爵。该文件将戈里齐亚称为“斯拉夫语中被称为Goriza的村庄”（Villa quae Sclavorum lingua vocatur Goriza）。
早在1107年，就有人提到巴伐利亚-迈因哈德贵族血统的迈因哈德伯爵，他在蒂罗尔州的利恩茨附近拥有财产；作为阿奎莱亚牧首区的一员，他在前弗留利马克被授予大片庄园，包括戈里齐亚，早在1127年就自称戈里齐亚伯爵。13世纪末，戈里齐亚家族成为神圣罗马帝国最重要的贵族住宅之一。在接下来的三个世纪里，由于与阿奎莱亚和其他伯国的频繁战争，以及将领土分为两个主要核心，戈里齐亚伯国的边界经常发生变化：一个围绕德拉瓦河上游，中心位于利恩茨，另一个围绕戈里齐亚本身。在12世纪至16世纪初，戈里齐亚是这个基本独立的戈里齐亚伯国的政治和行政中心，伯国在权力鼎盛时期包括今天的戈里齐亚地区、弗留利东南部、喀斯特高原、伊斯特拉半岛中部、克恩顿州西部和东蒂罗尔，以及与白卡尼奥拉的温迪克马克。
从11世纪开始，该市有两个不同的发展层次：上城堡区和下城堡区。上城堡扮演政治行政角色，下城堡扮演农村商业角色。中央广场的名字，至今在两种语言中都被称为Travnik或Traunig（斯洛文尼亚语中的“草地”），证明了这一时期。
15世纪末，城市权利扩大到了下城。

### 哈布斯堡统治期
1500年，戈里齐亚伯国消亡，他们的领地在1508年和1509年被威尼斯共和国短暂占领后，被奥地利哈布斯堡王朝统治。在哈布斯堡王朝的统治下，这座城镇在城堡脚下展开。许多来自意大利北部的定居者搬到了那里，开始了他们的商业活动。戈里齐亚发展成为一个多民族城镇，讲弗留利语、德语和斯洛文尼亚语。
16世纪中叶，戈里齐亚成为新教改革的中心，新教改革从邻近的东北部地区克拉尼斯卡和克恩顿蔓延开来。著名的斯洛文尼亚新教传教士普里莫日·特里巴尔也访问了该市并在那里传教。然而，到本世纪末，在当地院长约翰·陶彻尔的领导下，天主教反宗教改革在戈里齐亚获得了力量，陶彻尔后来成为卢布尔雅那的主教。陶彻尔在将耶稣会教团带到该市方面也发挥了重要作用，此后该教团在戈里齐亚的教育和文化生活中发挥了作用。
戈里齐亚最初是戈里齐亚伯国的一部分，自1754年以来，一直是戈里齐亚和格拉迪斯亲王伯国首府。在教会事务中，1751年阿奎莱亚大主教被镇压后，戈里齐亚大主教管区作为其在哈布斯堡王朝领土上的合法继承人成立。戈里齐亚因此成为罗马天主教的宗教中心。戈里齐亚总教区幅员辽阔，向北延伸至德拉瓦河，向东延伸至库帕河，的里雅斯特、特伦托、科莫和皮钱教区受戈里齐亚大主教的管辖。大教堂周围开发了一个新的城镇区，阿奎莱亚大教堂的许多珍宝都转移到了这里。许多新别墅的建造向该市传达了典型的巴洛克晚期外观，这是第一次世界大战前的特征。城墙内还建造了一座犹太教堂，这是戈里齐亚相对宽容的多民族性质的另一个例子。
拿破仑战争期间，戈里齐亚于1809年至1813年间并入法国伊利里亚行省。奥地利恢复统治后，戈里齐亚及其伯国被并入伊利里亚王国的行政单位。在此期间，戈里齐亚成为奥地利贵族的热门避暑胜地，被称为“奥地利尼斯”。被1830年七月革命废黜的前法国统治者波旁家族的成员也在该市定居，其中包括在戈里齐亚度过最后几年的最后一位波旁君主查理十世。与大多数邻近地区不同，1848年的民族革命之春在戈里齐亚几乎没有被注意到，从而重申了其作为一个平静而忠诚的省级城镇的声誉。

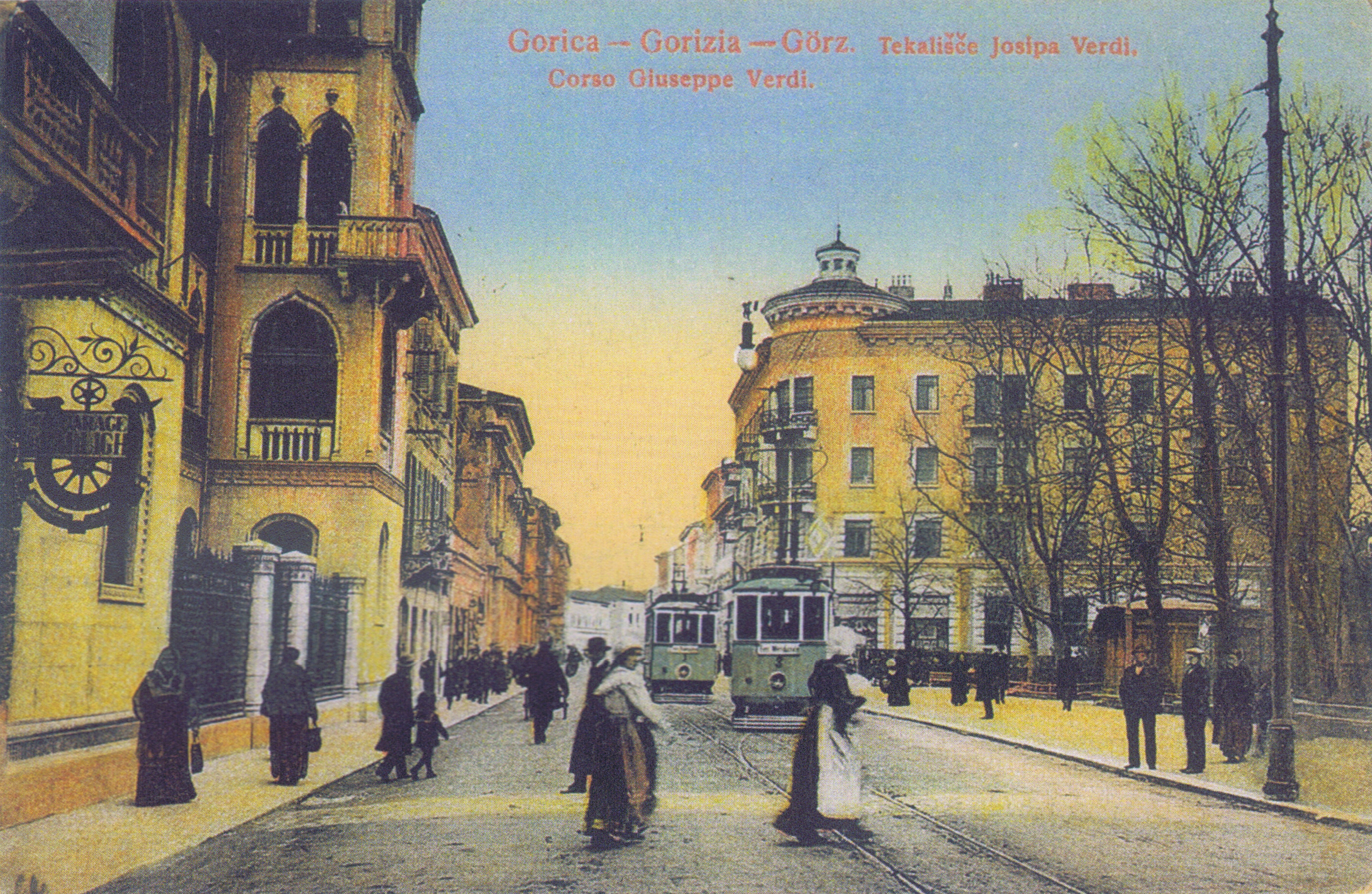
20世纪初的戈里齐亚

1849年，戈里齐亚伯国与的里雅斯特和伊斯特拉一起被纳入奥地利滨海区。1861年，该地区被重组为戈里齐亚和格拉迪斯亲王伯国，并获得了地区自治权。当时，戈里齐亚是一个多民族城镇；市中心讲意大利语和弗留利语、斯洛文尼亚语和德语，而郊区则以斯洛文尼亚语和弗留利语为主。尽管意大利-弗留利人和斯洛文尼亚人之间存在一些紧张关系，但该市继续保持相对宽容的气氛，斯洛文尼亚和意大利弗留利文化都在这里蓬勃发展。
在第一次世界大战前夕，戈里齐亚有大约31,000名居民，是奥地利滨海区的第三大城市，仅次于的里雅斯特和普拉（波拉）。另有14,000人居住在郊区，使其成为阿尔卑斯-亚德里亚地区人口最多的城市群之一，领先于克拉根福、马里博尔、萨尔茨堡、博尔扎诺和特伦托。在城市范围内，约48%的人口以意大利语或弗留利语为第一语言，而35%的人口讲斯洛文尼亚语。在郊区，讲斯洛文尼亚语的人口占主导地位，对讲意大利语/弗留利语的人口比例为77%对21%。

### 第一次世界大战
在第一次世界大战的前10个月里，戈里齐亚并不在前线，但战争中的第一位戈里齐亚受害者早在1914年8月10日就发生了，当时露茜·克里斯塔尔尼希伯爵夫人在为奥地利红十字会执行任务时驾驶汽车时被乡土突击队警卫枪杀。
意大利在第一次世界大战中站在协约国一边，与奥匈帝国的冲突始于1915年5月24日。戈里齐亚以西的山丘很快成为意大利和奥匈帝国军队激烈战斗的战场。该市本身遭到严重破坏，到1916年初，大部分居民已被疏散。1916年8月，意大利军队在第六次伊松佐河之役中占领了戈里齐亚，前线向该市东郊移动。随着1917年10月和11月的卡波雷托战役，当同盟国将意大利人推回皮亚韦河时，该市又回到了奥匈帝国的控制之下。
卡波雷托战役后，戈里齐亚成为三个相互竞争的政治阵营的焦点：统一的斯洛文尼亚民族主义政党，要求在哈布斯堡王朝统治下建立一个半独立的南斯拉夫国家；要求在奥地利邦联内建立一个独立自治的东弗留利的弗留利保守派和基督教社会主义者；以及致力于与意大利统一的意大利地下领土收复主义运动。1918年10月下旬，第一次世界大战结束时，斯洛文尼亚单方面宣布成立一个由斯洛文尼亚人、克罗地亚人和塞尔维亚人组成的独立国家，而弗留利人继续要求在哈布斯堡统治下建立一个自治区。戈里齐亚变成了一个有争议的城镇。1918年11月初，它再次被意大利军队占领，意大利军队立即解散了另外两个相互竞争的势力（斯洛文尼亚派和弗留利派），并引入了自己的民政管理。

### 意大利王国时期
在意大利执政的最初几年，戈里齐亚被纳入威尼斯朱利亚（1918-1919）。1920年，该市镇和整个地区正式成为意大利的一部分。戈里齐亚和格拉迪斯自治伯国于1922年解散，1924年并入乌迪内省（当时称为弗留利省）。1927年，戈里齐亚成为威尼斯朱利亚行政区内的省会。在法西斯政权期间，所有斯洛文尼亚组织都被解散，禁止公开使用斯洛文尼亚语。因此，成立了具有反法西斯和往往是领土收复主义议程的斯洛文尼亚地下组织，如激进的起义组织TIGR。许多斯洛文尼亚人逃往南斯拉夫王国和南美洲，特别是阿根廷。这些移民中的许多人在新的环境中变得突出起来。很少有讲斯洛文尼亚语的知识分子和公众人物决定留在这个城镇，而那些决定留在这里的人，比如作家弗兰切·贝夫克，都受到了迫害。
该镇在第一次世界大战期间遭到严重破坏，于20世纪20年代根据当地建筑师马克斯·法比亚尼制定的计划进行了重建。在此期间建造了几座理性主义建筑，其中包括一些法西斯建筑的优秀范例。该市镇的边界扩大了，吸收了萨尔卡诺（索尔坎）、波德戈拉、卢奇尼科和圣彼得迪戈里齐亚（戈里察附近圣彼得）的郊区，以及沃尔托伊巴（Vrtojba）、博卡维扎（布科维察）和圣安德烈（什坦德雷日）的主要农村定居点。根据1921年的意大利人口普查，扩建后的城镇约有47,000名居民，其中45.5%是斯洛文尼亚人，33%是意大利人（主要是威尼斯人），20.5%说弗留利语。
贝尼托·墨索里尼曾两次访问该城：1938年和1942年。
1943年9月意大利停战后，城镇不久就被斯洛文尼亚游击队占领，但很快就落入纳粹德国的统治之下。1943年至1945年，它被纳入亚德里亚滨海战区。德国人在这里经营着一个Stalag 337战俘营的分营。1945年5月和6月，该镇曾被南斯拉夫军队短暂占领。随着南斯拉夫游击队于1945年5月抵达戈里齐亚，对政权的反对者或潜在反对者开始了激烈的镇压。至少有1048名意大利平民和军人失踪。根据一些历史学家的说法，南斯拉夫军队在戈里齐亚（以及弗留利和威尼斯朱利亚的其他地区）对意大利裔群体实施的许多杀戮和暴力行为都是铁托实施的种族清洗的一部分。不久，政府被移交给同盟国，同盟国在激烈的种族和政治动荡中统治了该市两年多。

### 战后分割和回归意大利
1947年9月15日，该城被划归意大利。戈里齐亚市的几个外围地区（索尔坎、普里斯塔瓦、罗日纳多利纳、克龙贝尔克、戈里察附近圣彼得、弗尔托伊巴、斯塔拉戈拉、艾谢维察、沃尔奇亚德拉加、布科维察和沃格尔斯科）与前戈里齐亚省的绝大多数地区一起移交给了南斯拉夫社会主义联邦共和国。戈里齐亚市战前约一半的地区，约占人口的20%，被南斯拉夫吞并。国家边界就在市中心附近划定，基本上就在博希尼铁路线以西，将戈里齐亚置于外围地区。该市的几个地标，如科斯塔涅维察修道院（Convento di Castagnevizza）、克龙贝尔克城堡（Castello Coronini）、斯维塔戈拉（圣山）朝圣地、旧犹太公墓和北部火车站，都在边境的南斯拉夫一侧。1948年，斯洛文尼亚社会主义共和国当局（在总统约瑟普·布罗兹·铁托的特别支持下）开始建造一座名为新戈里察的新城，就在边境的另一侧。
从20世纪40年代末开始，戈里齐亚为逃离南斯拉夫吞并地区的数千名伊斯特拉意大利人提供了庇护。其中许多人定居在该城，并在塑造其战后的民族和政治身份方面发挥了作用。
虽然戈里齐亚是一个边境城市，但与南斯拉夫的边境只有部分越过该市。一些曾经属于戈里齐亚的重要旧建筑被纳入南斯拉夫领土：其中包括连接的里雅斯特和菲拉赫的跨阿尔卑斯线的旧火车站，以及城镇地标。尽管戈里齐亚的局势经常与冷战期间的柏林局势相提并论，但意大利和南斯拉夫在戈里齐亚问题上关系良好。其中包括有利于1991年南斯拉夫解体后仍然存在的和谐共处精神的文化和体育赛事。
随着南斯拉夫的解体，边境一直是意大利和斯洛文尼亚之间的分界线，直到斯洛文尼亚于2007年12月21日实施《申根公约》。

## 地理

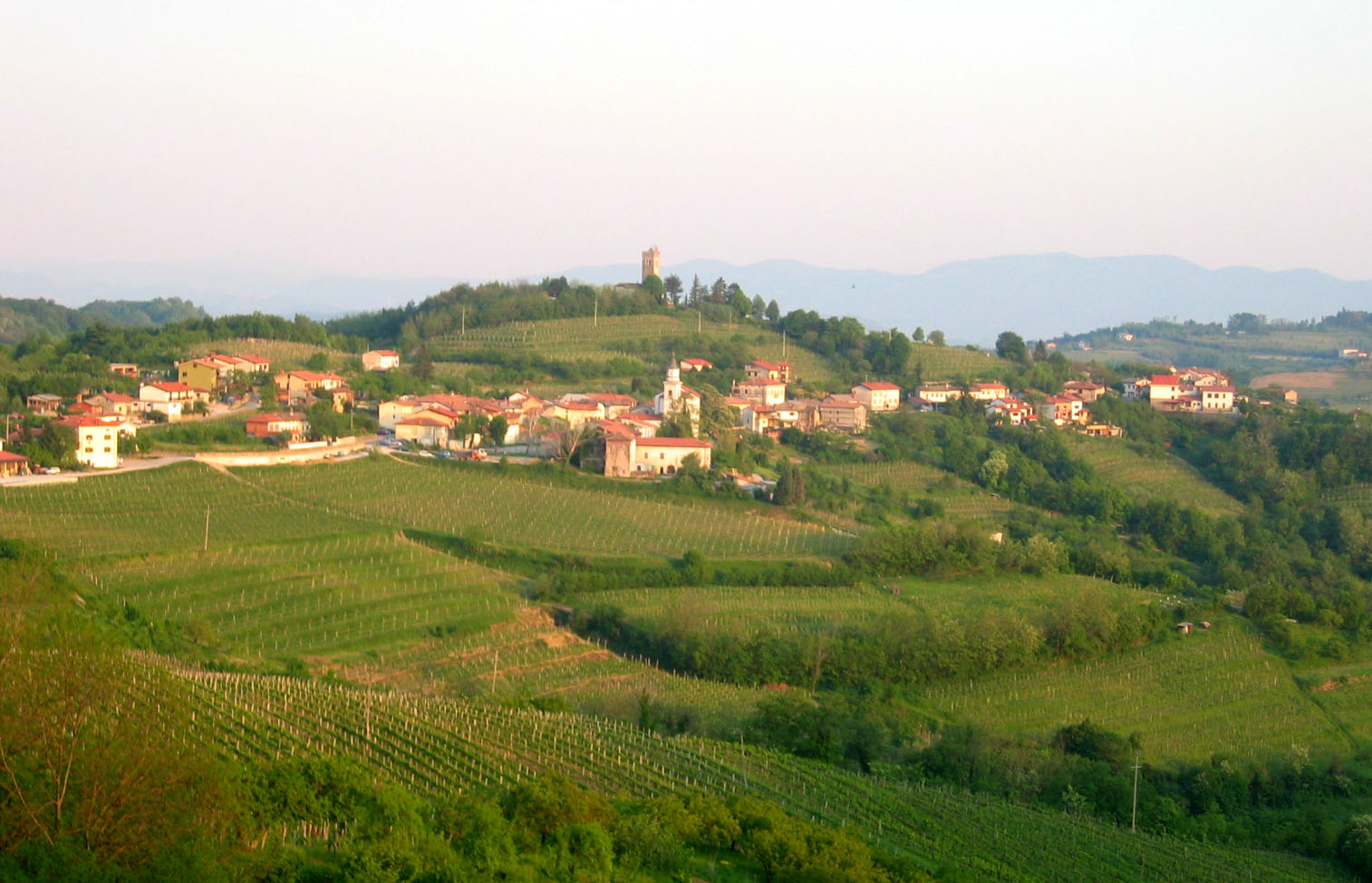
戈里齐亚群山

戈里齐亚位于意大利和斯洛文尼亚边境的威尼斯平原的东部边缘。坐落在喀斯特高原的山坡上，属尤利安阿尔卑斯山的石灰岩高原，在索查河和维帕瓦河的交汇处，早在遥远的时代，东方和西方之间的自然通信路线。
戈里齐亚被索查河所覆盖，这条河流流入斯洛文尼亚戈里齐亚省的2⁄3，戈里齐亚省的1⁄3。索查河在戈里齐亚附近进入意大利领土。它的最大流量记录于1924年在索尔坎（新戈里察省），当时它达到2500立方米/秒。特别是，维帕瓦河在位于城市南部的意大利萨沃尼亚迪松佐市汇入索查河。
沿着索查河，在意大利和斯洛文尼亚之间的边界，位于斯洛文尼亚的新戈里察市，其领土是戈里察市的一个组成部分，直到1947年，当时伊斯特拉和大部分威尼斯朱利亚在第二次世界大战中意大利失败后被巴黎条约割让给南斯拉夫。

### 气候
戈里齐亚在北部被山脉保护，因此不受寒冷的北风的影响：尽管如此，它几乎位于阿尔卑斯山和喀斯特山口的出口处，但它受到来自东部/东北部的沉降风的影响，风力特别强。这种通常干燥的风有时会带来大量降雪。吹在戈里齐亚的由于来自维帕瓦河谷，因此在城市之前遇到了人口中心东部山丘的障碍，这大大减轻了它的风力。
然而，戈里齐亚属于湿润的亚热带气候（柯本气候分类：Cfa），气候相对温和，受到来自西南部的凉爽潮湿风的影响，这些风渗透到城市开放的低地。在夏季，风暴和暴雨相当频繁：暴风雪通常伴随着大量降雨。根据1971年至2000年的30年平均参考值，最冷月份1月的平均气温为+3.3°C，而最热月份7月的平均气温为+23.0°C。

## 人口

### 历史人口
在20世纪60-70年代是戈里齐亚人口最多的时候，达到了42000人以上，随后人口逐步回落到现在的33,615人。

### 少数族裔
居住在当地的大多数人都是意大利人，但也不少来自前南斯拉夫地区的少数族裔。
截至2023年12月31日，戈里齐亚有3962名来自意大利以外的居民。占总人口的11.8%。最大的群体如下：
- 斯洛文尼亚人 717人
- 科索沃人 417人
- 波斯尼亚和黑塞哥维那人 298
- 罗马尼亚人 285
- 摩洛哥人 200
- 乌克兰人 198
- 中国人 183
- 北马其顿人 167
- 巴基斯坦人 167
- 克罗地亚人 129

### 宗教
戈里齐亚的大部分人口是罗马天主教教派。该镇是戈里齐亚总教区的所在地，他是阿奎莱亚总教区的三位合法后裔之一（与威尼斯宗主教区和乌迪内总教区一起）。因此，在18世纪中叶至1920年期间，戈里齐亚是一个都主教的中心，该主教区由卢布尔雅那、的里雅斯特、波雷奇-普拉和克尔克教区组成。在此期间在戈里齐亚生活和工作的宗教人物包括红衣主教雅各布·米西亚、主教弗兰契谢克·博尔吉亚·塞德伊、神学家安东·马赫尼奇和约西普·斯雷布尔尼奇，以及方济各会修士和语言学家斯坦尼斯拉夫·什克拉贝茨。
该地区有许多重要的罗马天主教圣礼建筑，其中包括Sveta Gora（“圣山”）的圣所和科斯塔涅维察修道院，这两座修道院现在都位于斯洛文尼亚。
直到1943年，戈里齐亚都有一个犹太社区；其大多数成员在大屠杀中被谋杀。戈里齐亚有一个路德宗社区。

## 文化
尽管大多数人认同意大利文化，但戈里齐亚是弗留利和斯洛文尼亚文化的中心。1918年之前，三种语言的戈里齐亚文法学校是斯洛文尼亚土地和奥地利滨海区意大利人最重要的教育机构之一。
如今，戈里齐亚拥有几个重要的科学和教育机构。的里雅斯特大学、乌迪内大学和新戈里察大学都有部分校区和学院位于戈里齐亚。
戈里齐亚也是合唱比赛“C.a.Seghizzi”国际合唱比赛的举办地，该比赛是欧洲合唱大奖赛的成员之一。

### 主要景点

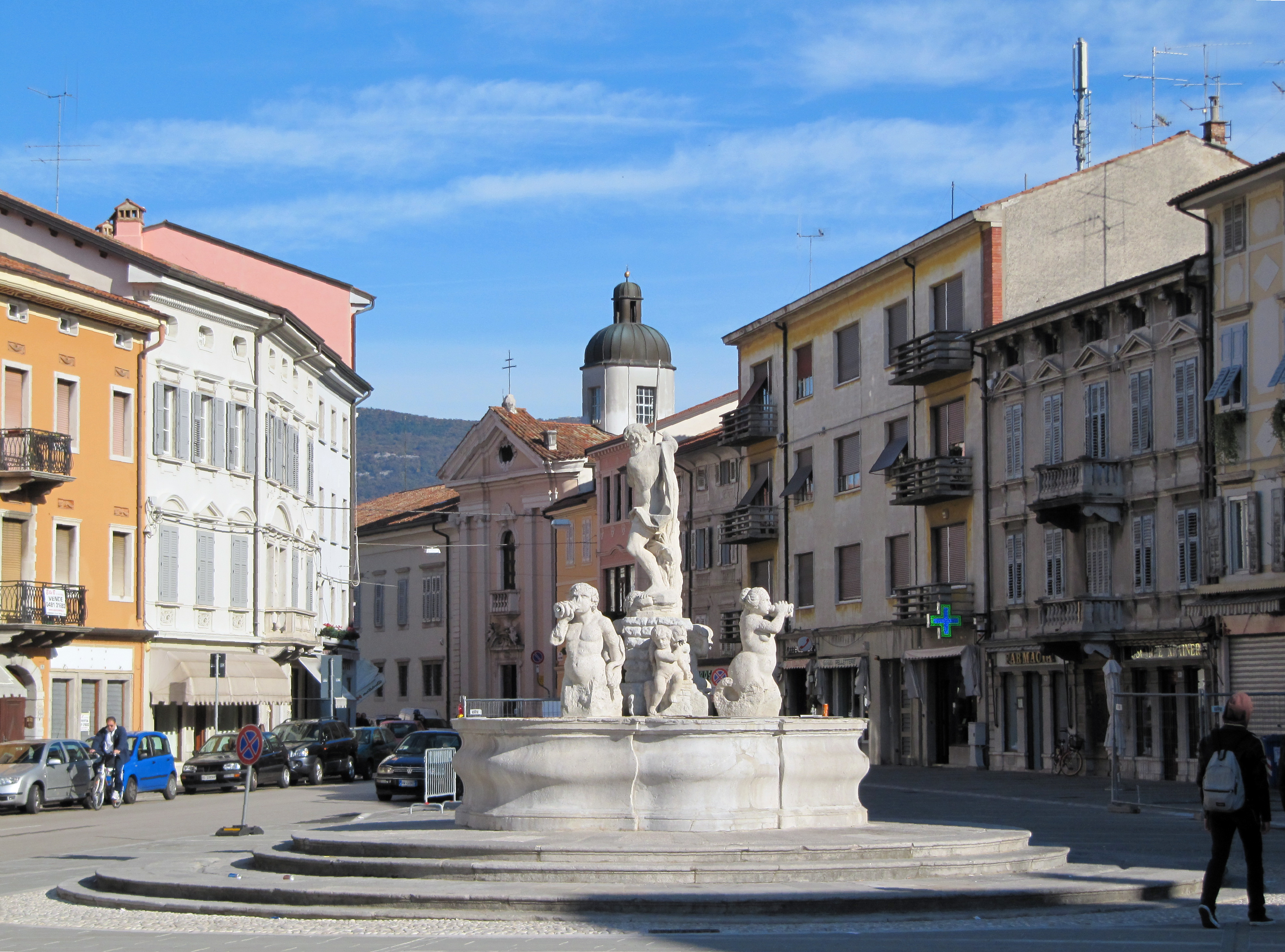
位于市中心的胜利广场

戈里齐亚城堡建在中世纪的城墙内，曾经是伯国行政和司法权力的所在地。它分为兰兹宫（16世纪拆除了一座高塔）、孔蒂宫（13世纪）和威尼托宫。Lanzi是武装警卫，这个词是国土佣仆的意大利语形式。圣巴多罗买的宫殿教堂收藏了威尼斯画派的油画和文艺复兴时期壁画的痕迹。还有一个戈里中世纪博物馆。
戈里齐亚大教堂（最初建于14世纪）与该市的许多建筑一样，在第一次世界大战期间几乎完全被毁。它按照1682年建筑的形式重建，这是一座巴洛克式教堂，有华丽的灰泥装饰。中殿附有一座哥特式圣阿卡提乌斯教堂。
戈里齐亚圣依纳爵·罗耀拉教堂，由耶稣会士于1680年至1725年建造。它有一个中殿，侧堂祭坛上有珍贵的雕塑。1721年，克里斯托夫·陶施在圣坛上绘制了《圣依纳爵的荣耀》。
奥斯拉维亚战争纪念碑。
圣罗赫教堂。
兰蒂埃里伯爵之家，在历史上曾是皇帝和教皇的居所。
佩岑施泰因宫（19世纪），由尼科洛·帕卡西设计。
跨阿尔卑斯/欧洲广场，位于意大利和斯洛文尼亚的国境线上。

## 名人
- 洛伊泽·布拉图日（1902–1937），作曲家和反法西斯烈士
- 露茜·克里斯塔尔尼希（1872-1914）红十字会工作人员
- 查理十世（1757-1836），法国最后一位波旁王朝国王
- 费尔多·德拉克（1905–1968），斯洛文尼亚-克罗地亚舞台导演
- 诺拉·格雷戈尔（1901-1949），女演员
- 塞尔盖·马谢拉（1912–1941），南斯拉夫皇家海军中尉，南斯拉夫人民英雄
- 阿图罗·雷焦（1863-1917），国际象棋大师
- 爱德华·鲁斯扬（1886-1911），飞机制造商和飞行员
- 卡尔·冯·谢尔泽（1821-1903），探险家和自然科学家
- 贝尼托·墨索里尼 (1883-1945），意大利法西斯Duce，戈里齐亚荣誉市民。
- 弗兰切·贝夫克（1890-1970），作家、诗人和翻译家
- 安德烈·布达尔（1889-1972），作家和翻译家
- 西蒙·格雷戈里契奇（1844-1906），诗人
- 尤利乌斯·库吉（1858-1944），作家和登山家
- 帕罗·莫伦希（1943-2021），小说家
- 弗尔维奥·梅里亚（生于1956年），作家
- 洛伦佐·达·彭特（1749-1838），诗人和歌词作者
- 恩格尔伯特·贝塞德尼亚克（1894-1968），政治家
- 达尔科·布拉蒂纳（1942-1997），斯洛文尼亚-意大利政治家、社会学家和电影评论家
- 安东·冯·多布尔霍夫-迪尔男爵（1800-1872），奥地利政治家
- 卡洛·法韦蒂（1819-1892），意大利自由主义民族主义政治家和诗人
- 约西普·费尔福利亚（1880-1958），斯洛文尼亚社会民主党政治家、律师和人权活动家
- 安东·菲斯特（1808-1881），奥地利革命活动家、作家和教育家
- 卡雷尔·拉夫里奇（1818-1876），斯洛文尼亚政治家和律师
- 托马日·马鲁希奇（1932-2011），斯洛文尼亚政治家和律师
- 博古米尔·沃什尼亚克（1882-1955），南斯拉夫自由派政治家、律师和历史学家
- 格拉齐亚迪奥·伊萨亚·阿斯科利（1829-1907），语言学家
- 弗兰科·巴萨利亚（1924-1980），精神病学家
- 马丁·鲍切尔（1595-1668），历史学家
- 瓦茨拉夫·别洛赫拉德斯基（1944年出生），哲学家
- 米尔科·布雷齐加（Milko Brezigar，1886-1958），经济学家
- 约翰内斯·克里斯蒂安·布伦尼克（Johannes Christian Brunnich，1866-1931），化学家
- 内洛·克里斯蒂亚尼（1968年出生）科学家
- 乔纳森·凯（1942年出生），语言学家
- 米尔科·科斯（1892-1972），历史学家
- 布兰科·马鲁希奇（1938年出生），历史学家
- 彼得·安德烈亚·马蒂奥利（1501-1577），自然学家
- 弗尔维奥·梅利亚（1956年出生），天体物理学家
- 卡洛·米可斯泰特（1887-1910），哲学家
- 奥古斯特·皮列维茨（1887-1944），文学历史学家和图书馆员
- 卡洛·鲁比亚（1934年出生），物理学家，诺贝尔奖获得者
- 约日科·沙夫利（1943-2011），历史学家
- 弗拉基米尔·特鲁赫拉尔（1912-1977），诗人和神学家
- 安东·马赫尼奇（1850-1920），天主教主教、作家和政治活动家
- 艾萨克·塞缪尔·雷焦（1784-1855），学者和拉比
- 托比亚·廖内利（1647-1714），方济各会修士和传教士
- 安东尼奥·祖切利（1663-1716），非洲刚果王国传教士

## 友好城市
- 奥地利克拉根福
- 奥地利利恩茨
- 荷兰芬洛
- 匈牙利佐洛埃格塞格